# Skoleskak
Skoleskak er organiseret skakspil for børn og unge, ofte arrangeret på skoler med det formål at flere børn og unge får et liv med læring og uddannelse, i henhold til   formålparagraffen i Dansk Skoleskak, der er organisationen som organiserer skoleskak i Danmark. 
Det lidt bredere begreb juniorskak/ungdomsskak omfatter tillige ungdomsarbejdet i voksen-skakklubber.
| Skak | Spire Denne skakrelaterede artikel er en spire som bør udbygges. Du er velkommen til at hjælpe Wikipedia ved at udvide den. |